# A Taste of Honey (sång)
A Taste of Honey (Bobby Scott/Ric Marlow) är en filmlåt framförd av Lenny Welch, som även blivit känd i en version inspelad av The Beatles. 

## Låten och inspelningen
Låten var den tredje som spelades in vid en inspelningssession den 11 februari 1963. Det var den första cover man spelade in för EMI. Originalversionen var ledmotiv till filmen A Taste of Honey, som hade kommit hösten innan. Den hade tidigare framförts av Lenny Welch, men blev våren 1963 även en hit med Acker Bilk. Paul McCartney föreslog att man skulle spela in den, och i likhet med andra sånger vid denna session rev man av den så snabbt man förmådde. Låten kom med på LP:n Please Please Me (utgiven i England 22 mars 1963) medan den i USA ingick på en LP vid namn ”Introducing... The Beatles” (utgiven 22 juli 1963).